# Young Buck
Young Buck (наст. имя. Дэвид Дарнелл Браун) (родился 15 марта 1981) — американский рэпер, соло-артист и после ухода из группы в 2008 году, c 1 июня  2014 года снова участник рэп-группы G-Unit.

## Ранние годы
Дэвид Браун родился 15 марта 1981 года в городе Нашвилле, штат Теннесси. Рэпом начался заниматься с двенадцати лет, с этих же лет был вдохновлён успехом своего друга по имени МакКлеа из Майами. С этого времени начал записываться на студии. После фристайла с рэперами из Cash Money Records на Дэвида обратил внимание Birdman и позвал его на свой лейбл. Ради этого он бросил школу и перебрался в Луизиану. Дэвид ждал четыре года, однако никаких релизов на лейбле он не издал. В 2000 году он вместе с Juvenile решил покинуть лейбл и отправиться на UTP Records, где оставался до 2003 года.
Во время своей работы на UTP Records он знакомится с 50 Cent, который позже предлагает ему присоединиться к своему лейблу G-Unit Records под управлением Interscope Records. В этом же году Дэвид присоединяется и к группе G-Unit, появившись на их дебютном альбоме Beg for Mercy.

## G-Unit
Первое появление Дэвида с 50 Cent’ом состоялось на его дебютном студийном альбоме «Get Rich or Die Tryin'» в песне «Blood Hound». После этого выходит дважды платиновый альбом G-Unit «Beg for Mercy», в котором Young Buck уже принимает участие как полноценный член группы. В 2004 году выходит его долгожданный дебютный альбом Straight Outta Cashville. Также на G-Unit Records вышел в 2007 году и его второй альбом под названием «Buck the World».
7 апреля 2008 года 50 Cent в интервью на радио Hot 97 заявил, что Young Buck больше не является членом группы G-Unit, однако всё ещё подписан на лейбл G-Unit Records .
В 2014 г.  на Summer Jam воссоединяется с группой G-Unit

## Сольная карьера
После того как Young Buck покинул G-Unit, он вступил с ними в биф, выпустив несколько песен, в которых были затронуты члены группы , 50 Cent, а также другие исполнители. 50 Cent и G-Unit ответили ему своими песнями. После долгих бифов вражда между Young Buck и G-Unit, казалось, успокоилась, и Young Buck заявил, что он должен выпустить ещё один альбом на G-Unit Records в 2009 году, который будет называться «The Rehab» что он больше не имеет вражды с G-Unit и 50 Cent’ом. В других интервью он заявил, что сейчас делает «свою собственную вещь» и пытается расторгнуть контракт с G-Unit Records и Interscope Records .
В 2006 году, ещё будучи в составе группы, начал организовывать свой лейбл, назвав его G-Unit South. Однако Interscope Records не был его дистрибьютором, поэтому он не мог называться G-Unit, и он изменил имя на Cashville . На лейбл были подписаны такие артисты как Outlawz и C-Bo, а сам лейбл вошёл в RED Distribution. В 2008 году, после ухода от 50 Cent, Young Buck начинает прикладывать ещё больше усилий к своему лейблу, заявляя, что даже без сделки с мейджор-лейблом всё равно будет относиться к делу глобально.

## Дискография
| Студийные альбомы - 2004: Straight Outta Cashville - 2007: Buck the World - 2015: King David Независимые альбомы - 2002: Born To Be A Thug - 2005: T.I.P. - 2007: They Don't Bother Me - 2010: The Rehab |

## Фильмография
| Фильмы | Фильмы                  | Фильмы                 | Фильмы                  |
| Год    | Фильм                   | Роль                   | Примечания              |
| ------ | ----------------------- | ---------------------- | ----------------------- |
| 2004   | Groupie Love            | Himself                | Video Documentary       |
| 2005   | Get Rich or Die Tryin'  | Performer              | "I'll Whip Ya Head Boy" |
| 2006   | Loyalty & Respect       | Smoke                  |                         |
| 2007   | Wild 'n Out             | Team Captain/Performer | Season 4                |
| 2008   | Drillbit Taylor         | Writer/Performer       | "Push Em Back"          |
| 2009   | Sonicsgate              | Performer              | "Dead Wrong"            |
| 2009   | A Billion Bucks         | Himself                | Video Documentary       |
| 2011   | Beef: Behind the Bullet | Himself                | Video Documentary       |
| 2011   | E! Buzz with Carla B    | Himself                |                         |
| TBD    | No Warning              | TBA                    | Lead Role               |